# يونغتشو
يونغتشو (بالصينية: 永州市 )‏ هي مدينة على مستوى محافظة، في جمهورية الصين الشعبية، تتبع خونان، تبلغ مساحتها 22,255 كيلومتر مربع، رمزها البريدي هو 425000.

## المناخ
يظهر الجدول التالي التغييرات المناخية على مدار السنة ليونغتشو:
| البيانات المناخية لـيونغتشو                                                                  | البيانات المناخية لـيونغتشو | البيانات المناخية لـيونغتشو | البيانات المناخية لـيونغتشو | البيانات المناخية لـيونغتشو | البيانات المناخية لـيونغتشو | البيانات المناخية لـيونغتشو | البيانات المناخية لـيونغتشو | البيانات المناخية لـيونغتشو | البيانات المناخية لـيونغتشو | البيانات المناخية لـيونغتشو | البيانات المناخية لـيونغتشو | البيانات المناخية لـيونغتشو | البيانات المناخية لـيونغتشو |
| الشهر                                                                                        | يناير                       | فبراير                      | مارس                        | أبريل                       | مايو                        | يونيو                       | يوليو                       | أغسطس                       | سبتمبر                      | أكتوبر                      | نوفمبر                      | ديسمبر                      | المعدل السنوي               |
| -------------------------------------------------------------------------------------------- | --------------------------- | --------------------------- | --------------------------- | --------------------------- | --------------------------- | --------------------------- | --------------------------- | --------------------------- | --------------------------- | --------------------------- | --------------------------- | --------------------------- | --------------------------- |
| الدرجة القصوى °م (°ف)                                                                        | 25.9 (78.6)                 | 31.6 (88.9)                 | 35.7 (96.3)                 | 35.7 (96.3)                 | 35.2 (95.4)                 | 38.0 (100.4)                | 39.7 (103.5)                | 40.3 (104.5)                | 38.1 (100.6)                | 36.2 (97.2)                 | 33.7 (92.7)                 | 26.3 (79.3)                 | 40.3 (104.5)                |
| متوسط درجة الحرارة الكبرى °م (°ف)                                                            | 9.2 (48.6)                  | 11.3 (52.3)                 | 15.6 (60.1)                 | 22.2 (72.0)                 | 27.0 (80.6)                 | 30.3 (86.5)                 | 33.5 (92.3)                 | 32.7 (90.9)                 | 28.7 (83.7)                 | 23.6 (74.5)                 | 18.0 (64.4)                 | 12.4 (54.3)                 | 22.0 (71.7)                 |
| المتوسط اليومي °م (°ف)                                                                       | 6.1 (43.0)                  | 8.1 (46.6)                  | 11.9 (53.4)                 | 18.1 (64.6)                 | 22.8 (73.0)                 | 26.2 (79.2)                 | 29.0 (84.2)                 | 28.1 (82.6)                 | 24.4 (75.9)                 | 19.3 (66.7)                 | 13.9 (57.0)                 | 8.5 (47.3)                  | 18.0 (64.5)                 |
| متوسط درجة الحرارة الصغرى °م (°ف)                                                            | 3.9 (39.0)                  | 5.9 (42.6)                  | 9.3 (48.7)                  | 15.1 (59.2)                 | 19.6 (67.3)                 | 23.1 (73.6)                 | 25.6 (78.1)                 | 24.8 (76.6)                 | 21.2 (70.2)                 | 16.1 (61.0)                 | 10.8 (51.4)                 | 5.6 (42.1)                  | 15.1 (59.2)                 |
| أدنى درجة حرارة °م (°ف)                                                                      | −3.9 (25.0)                 | −4.6 (23.7)                 | 0.0 (32.0)                  | 4.1 (39.4)                  | 9.3 (48.7)                  | 14.5 (58.1)                 | 18.7 (65.7)                 | 18.4 (65.1)                 | 13.0 (55.4)                 | 4.7 (40.5)                  | −0.6 (30.9)                 | −5.2 (22.6)                 | −5.2 (22.6)                 |
| الهطول مم (إنش)                                                                              | 82.2 (3.24)                 | 112.9 (4.44)                | 148.7 (5.85)                | 173.1 (6.81)                | 214.7 (8.45)                | 182.8 (7.20)                | 127.7 (5.03)                | 136.6 (5.38)                | 58.2 (2.29)                 | 68.1 (2.68)                 | 72.0 (2.83)                 | 49.4 (1.94)                 | 1٬426٫4 (56.14)             |
| متوسط أيام هطول الأمطار (≥ 0.1 mm)                                                           | 16.3                        | 16.1                        | 18.9                        | 18.2                        | 17.3                        | 14.2                        | 10.7                        | 12.1                        | 9.4                         | 11.6                        | 9.5                         | 9.4                         | 163.7                       |
| متوسط الرطوبة النسبية (%)                                                                    | 80                          | 82                          | 82                          | 80                          | 78                          | 79                          | 71                          | 75                          | 76                          | 75                          | 74                          | 73                          | 77                          |
| ساعات سطوع الشمس الشهرية                                                                     | 61.5                        | 47.1                        | 56.6                        | 84.9                        | 124.9                       | 152.5                       | 243.0                       | 212.4                       | 154.2                       | 129.0                       | 117.3                       | 107.9                       | 1٬491٫3                     |
| نسبة وصول أشعة الشمس                                                                         | 19                          | 15                          | 15                          | 22                          | 30                          | 37                          | 58                          | 53                          | 42                          | 36                          | 36                          | 33                          | 34                          |
| المصدر #1: China Meteorological Data Service Center                                          |                             |                             |                             |                             |                             |                             |                             |                             |                             |                             |                             |                             |                             |
| المصدر #2: China Meteorological Administration(precipitation days, sunshine hours 1971–2000) |                             |                             |                             |                             |                             |                             |                             |                             |                             |                             |                             |                             |                             |

## التقسيمات الإدارية
- Lingling, Yongzhou [الإنجليزية]‏
- Lengshuitan, Yongzhou [الإنجليزية]‏
- Qiyang [الإنجليزية]‏
- Dong'an County [الإنجليزية]‏
- Shuangpai County [الإنجليزية]‏
- Dao County [الإنجليزية]‏
- Jiangyong County [الإنجليزية]‏
- Ningyuan County [الإنجليزية]‏
- Lanshan County [الإنجليزية]‏
- Xintian County [الإنجليزية]‏
- Jianghua Yao Autonomous County [الإنجليزية]‏.

## أعلام
- ليو ون